# Grande Cometa de 1577

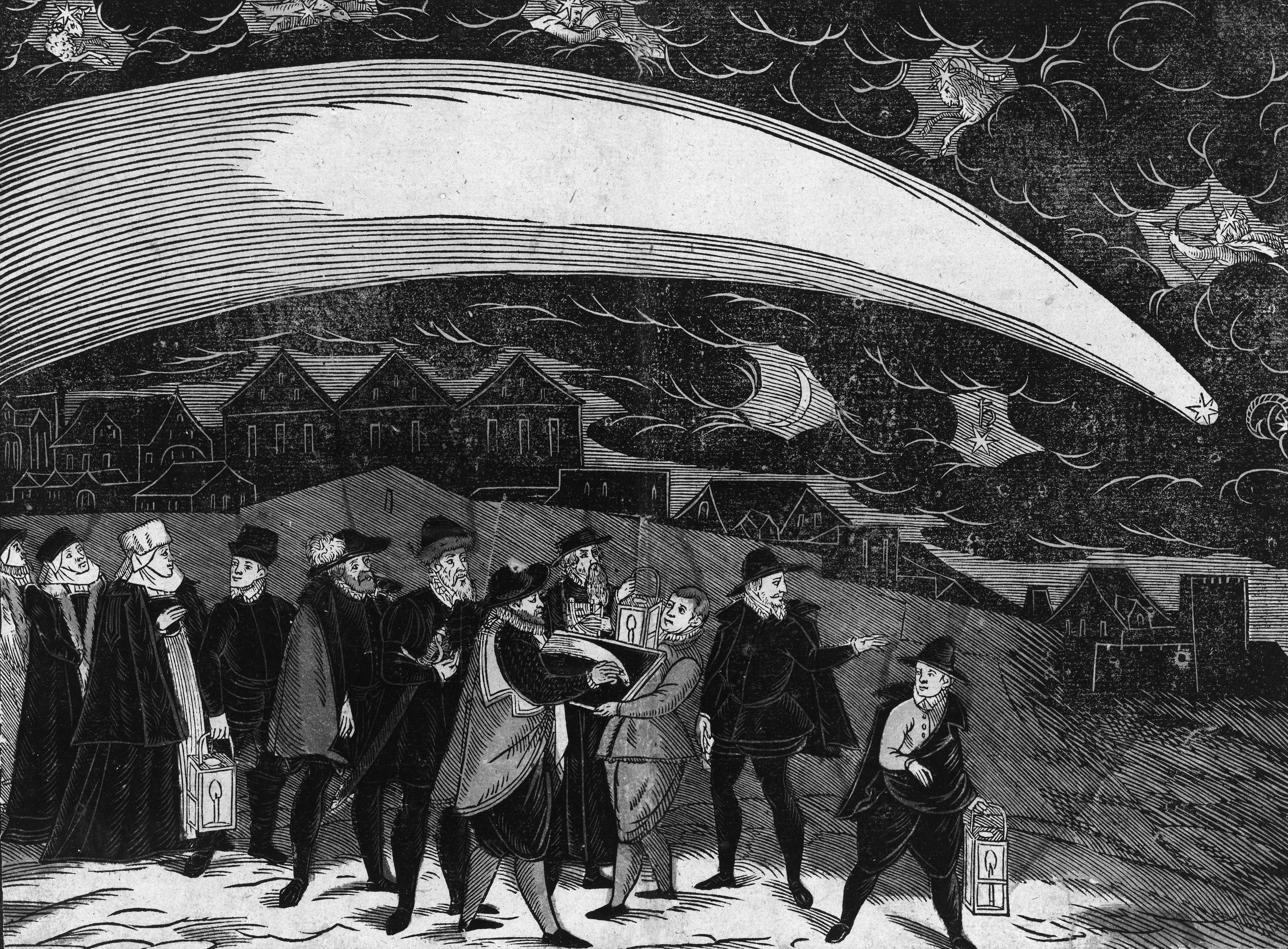
O Grande Cometa de 1577, visto sobre Praga em 12 de novembro. Gravura feita por Jiri Daschitzky.

Grande Cometa de 1577 (designação oficial: C/1577 V1) é um cometa não periódico que passou perto da Terra durante o ano 1577. Ter uma designação oficial começando com "C" classifica-o como um cometa não periódico e, por isso, não se espera que volte. 
Em 1577, o cometa foi visível para toda a Europa e foi registrado por muitos contemporâneos da época, incluindo o famoso astrônomo dinamarquês Tycho Brahe e o astrônomo turco Taqi ad-Din. A partir de suas observações do cometa, Brahe foi capaz de descobrir que os cometas e objetos semelhantes movem-se acima da atmosfera da Terra.
O melhor ajuste usando JPL Horizons sugere que o cometa está atualmente a cerca de 320 UA do Sol (com base em 24 das observações de Brahe abrangendo 74 dias de 13 de novembro de 1577 a 26 de janeiro de 1578).